# رودي غورس
رودي غورس (بالألمانية: Rudi Gores)‏ هو لاعب كرة قدم ومدرب كرة قدم ألماني في مركز الهجوم، ولد في 5 سبتمبر 1957 في غيرولشتاين في ألمانيا. لعب مع بوروسيا مونشنغلادباخ وتنس بوروسيا برلين وفورتونا دوسلدورف وفورتونا كولن ونادي دويسبورغ.

## وصلات خارجية
- رودي غورس على موقع الاتحاد الأوربي (الإنجليزية)
- رودي غورس على موقع قاعدة بيانات كرة القدم.إي يو (الإنجليزية)
- رودي غورس على موقع بيانات كرة القدم. دي إي (الألمانية)
- رودي غورس على موقع عالم كرة القدم.نت (الإنجليزية)